# Mar del Plata
Nicht zu verwechseln mit La Plata

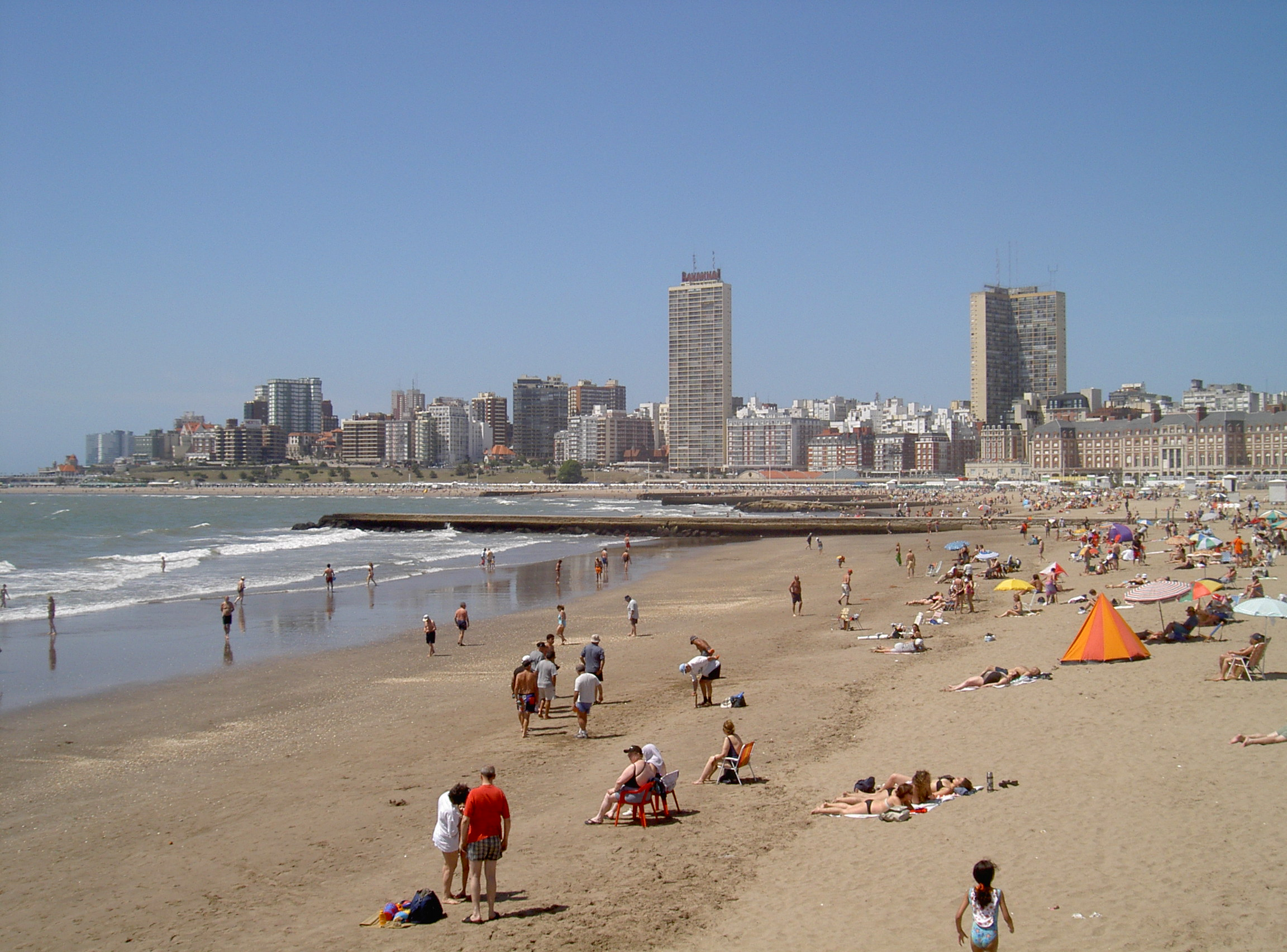
Strand im Zentrum von Mar del Plata

Mar del Plata (spanisch für Silbermeer) ist das größte und bekannteste Seebad Argentiniens. Die Stadt liegt im Südosten der Provinz Buenos Aires, circa 400 Kilometer südlich der Hauptstadt Buenos Aires, und hat dauerhaft etwa 667.000 Einwohner.

## Geschichte
Mar del Plata wurde 1874 von Patricio Peralta Ramos gegründet, war zunächst jedoch nur ein unbedeutender Hafenort mit einer Salz-Fabrik. Nachdem es jedoch 1886 mit dem Eisenbahnnetz des Landes verbunden worden war, kamen immer mehr Besucher, 1888 wurde das erste Hotel eröffnet. Der Geschäftsmann Pedro Luro verwandelte den Ort innerhalb von wenigen Jahren in einen Badeort nach dem Vorbild des französischen Biarritz. Bereits 1890 war Mar del Plata ein sehr populärer Ferienort.
Nach dem Ende des Zweiten Weltkriegs ergaben sich Monate nach der Befreiung Deutschlands unabhängig voneinander die deutschen U-Boote U 530 und U 977 im Hafen von Mar del Plata.
1977 fand in Mar del Plata die erste UN-Wasserkonferenz statt.

## Sehenswürdigkeiten
Etwa drei Millionen Touristen zählt die Stadt pro Jahr. Zum Sommer verdoppelt sich die Einwohnerzahl dauerhaft auf ca. 1.000.000. Die insgesamt 20 Kilometer langen Strände sind das touristische Kapital der Stadt, architektonische Sehenswürdigkeiten gibt es kaum, wenn man von den Kreationen der Villenarchitekten aus dem frühen 20. Jahrhundert im Stadtviertel Los Troncos absieht. Bedeutendste Kirche ist die Kathedralbasilika St. Peter und St. Cäcilia des hier seit 1957 ansässigen römisch-katholischen Bistums Mar del Plata. Ein anderer Anziehungspunkt ist das Nachtleben mit mehreren Theatern, Varietés und Diskotheken. Das ehemalige Sommerhaus der argentinischen Schriftstellerin Victoria Ocampo ist jetzt ein Kulturzentrum.

## Kultur
Im Sommer verlagert sich ein Großteil der Kulturszene aus dem relativ nahen Buenos Aires nach Mar del Plata. Das Internationale Filmfestival von Mar del Plata im November ist das bedeutendste Argentiniens und eines der bekanntesten Lateinamerikas.

## Wirtschaft
Der Tourismus bestimmt die Wirtschaft und hat zu einer Abhängigkeit der Bevölkerung von hohen Besucherzahlen geführt. In der Argentinien-Krise 1998–2002 stieg die Arbeitslosigkeit bis auf 28 Prozent, und deutlich mehr Menschen zogen in die Elendsviertel. Da es seit der Peso-Abwertung auch Ausländer wegen der günstigen Preise verstärkt in argentinische Ferienorte zog, ging es seit 2002 der Wirtschaft der Stadt deutlich besser. Eine weitere bedeutende Wirtschaftssparte neben dem Tourismus ist die Fischerei. Weiterhin hat die Stadt einen Industriepark westlich des Stadtzentrums nahe der Nachbarstadt Batán; dabei ist die Lebensmittelindustrie (insbesondere Fischverarbeitung), die Produktion von landwirtschaftlichen Maschinen, Elektronik-, Textil- sowie die Verpackungsindustrie führend.

## Infrastruktur
Die autobahnähnliche Ruta Provicial 2 verbindet Mar del Plata mit Buenos Aires, die Ruta Nacional 226 führt in Richtung Tandil, während die Ruta Provincial 11 entlang der Küste Richtung Norden führt.
Für den Aufschwung der Stadt im 19. Jahrhundert sorgte die Bahnlinie vom Bahnhof Constitución in Buenos Aires. Die Strecke wird zweimal täglich in jede Richtung befahren.
Einige Kilometer nördlich der Stadt befindet sich der Flughafen Mar del Plata.
Mar del Plata verfügte um die Jahrtausendwende über eine Straßenbahn, deren Betrieb jedoch wieder eingestellt wurde.
Der Hafen liegt südlich vom Stadtzentrum. Neben dem neben dem zivilenTeil für Fracht, Passagiere und Fischerei, existiert eine Basis der argentinischen Marine, die als U-Boot Stützpunkt dient. Mar del Plata war der Heimathafen des untergegangenen U-Boots „San Juan“.

## Geografie und Klima
Mar del Plata liegt am Südatlantik, am Fuß der niedrigen Sierra de los Padres, eines Teiles des Tandilia-Sierrensystems. Die Umgebung gehört zur Pampa-Region. Das Klima ist betont ozeanisch ohne markante Temperaturextreme und relativ feucht.
|                       | Jan  | Feb  | Mär  | Apr  | Mai  | Jun  | Jul  | Aug  | Sep  | Okt  | Nov  | Dez  |   |      |
| Mittl. Tagesmax. (°C) | 26,3 | 25,8 | 23,7 | 20,5 | 16,8 | 13,8 | 13,1 | 14,4 | 16,0 | 18,5 | 21,7 | 24,4 | ⌀ | 19,6 |
| Mittl. Tagesmin. (°C) | 14,3 | 14,1 | 12,5 | 9,1  | 6,4  | 4,1  | 3,8  | 4,0  | 5,3  | 7,6  | 10,1 | 12,7 | ⌀ | 8,6  |
|                       |      |      |      |      |      |      |      |      |      |      |      |      |   |      |
| Niederschlag (mm)     | 100  | 73   | 107  | 73   | 74   | 55   | 59   | 64   | 56   | 83   | 75   | 104  | Σ | 923  |
|                       |      |      |      |      |      |      |      |      |      |      |      |      |   |      |
| Sonnenstunden (h/d)   | 7,1  | 7,3  | 5,8  | 5,5  | 3,5  | 3,1  | 3,6  | 4,2  | 4,4  | 5,6  | 6,9  | 7,0  | ⌀ | 5,3  |
|                       |      |      |      |      |      |      |      |      |      |      |      |      |   |      |
| Regentage (d)         | 8    | 7    | 8    | 7    | 7    | 8    | 8    | 7    | 7    | 8    | 8    | 9    | Σ | 92   |
|                       |      |      |      |      |      |      |      |      |      |      |      |      |   |      |
| Luftfeuchtigkeit (%)  | 76   | 77   | 79   | 81   | 83   | 84   | 84   | 81   | 80   | 80   | 77   | 76   | ⌀ | 79,8 |

| 14,3 |

| 14,1 |

| 12,5 |

| 9,1 |

| 6,4 |

| 4,1 |

| 3,8 |

| 4,0 |

| 5,3 |

| 7,6 |

| 10,1 |

| 12,7 |

| 14,3 |

| 14,1 |

| 12,5 |

| 9,1 |

| 6,4 |

| 4,1 |

| 3,8 |

| 4,0 |

| 5,3 |

| 7,6 |

| 10,1 |

| 12,7 |

## Sport
In Mar del Plata sind zwei Fußballvereine ansässig, die auf nationalem Niveau spielen: Club Atlético Aldosivi und CA Alvarado.
1978 fanden in Mar del Plata sechs Spiele der ersten Finalrunde der Fußball-Weltmeisterschaft statt. Damit ist Mar del Plata bis dato der südlichste Ort, an dem WM-Spiele ausgetragen wurden.
1995 war Mar del Plata Ausrichter der XII. Panamerikanischen Spiele. Im Juni 1996 fand in der Stadt ein Vier-Nationen-Turnier im Basketball statt, an dem neben gastgebenden Argentiniern noch Deutschland, Uruguay und Kuba teilnahmen und das Deutschland im Finale gegen die Gastgeber für sich entscheiden konnte.
Im Rahmen der Südamerikaspiele 2006 fanden die Handballturniere der Männer und Frauen in Mar del Plata statt.

## Städtepartnerschaften
Mar del Plata unterhält Partnerschaften mit folgenden Städten und Verwaltungseinheiten:
- Acireale, Italien, seit dem 7. Dezember 1996
- Bari, Italien, seit dem 27. November 2000
- Cancún, Mexiko, seit dem 2. Dezember 1987
- Fort Lauderdale, USA, seit dem 21. April 2001
- Havanna, Kuba, seit dem 11. Dezember 1998
- Kanton Freiburg, Schweiz, seit dem 7. Februar 1994
- Porto Recanati, Italien, seit dem 8. August 1998
- San Benedetto del Tronto, Italien, seit dem 29. November 2001
- Sant’Angelo in Vado, Italien, seit dem 10. Juni 1998
- Sorrent, Italien
- Viña del Mar, Chile, seit dem 3. September 2001

Darüber hinaus existieren Kooperationsabkommen mit:
- A Coruña, Spanien, seit dem 14. Juli 2000
- Estancia del Socorro, Paraguay, seit dem 16. Juni 2000
- Isla Mujeres, Mexiko, seit dem 11. September 2001
- Tianjin, China, seit dem 6. Juli 2001

## Söhne und Töchter der Stadt
- Ernesto Segura (1914–1972), römisch-katholischer Geistlicher, Weihbischof in Buenos Aires
- Enrique Sáenz-Valiente (1917–1956), Sportschütze und Autorennfahrer
- Roberto Mieres (1924–2012), Rennfahrer und Segler
- Astor Piazzolla (1921–1992), Musiker, Bandoneon-Spieler und Komponist
- Eduardo Adrián (1928–1990), Tangosänger
- Roberto Pansera (1932–2005), Bandoneonist, Organist, Bandleader, Arrangeur und Komponist
- Juan Alves (1939–2009), Radrennfahrer
- Osvaldo Soriano (1943–1997), Schriftsteller und Journalist
- Elsa Justel (* 1944), Komponistin
- Juan Alberto Merlos (1945–2021), Radrennfahrer
- Héctor Babenco (1946–2016), argentinisch-brasilianischer Filmregisseur
- Carlos Humberto Malfa (* 1948), römisch-katholischer Geistlicher, Bischof von Chascomús
- Rubén Palacios (* 1950), Fußballspieler
- Guillermo Vilas (* 1952), Tennisspieler
- Tristán Bauer (* 1959), Filmregisseur, Drehbuchautor und Kameramann
- Jorge Lanata (1960–2024), Journalist und Schriftsteller
- Gabriel Curuchet (* 1963), Radrennfahrer
- Juan Esteban Curuchet (* 1965), Radrennfahrer
- Gabriel Antonio Mestre (* 1968), römisch-katholischer Geistlicher, Erzbischof von La Plata
- Germán Burgos (* 1969), Fußballspieler
- Leonardo Cauteruchi (* 1973), Fußballspieler
- Juan Esnáider (* 1973), Fußballspieler
- Valentín Garvie (* 1973), Trompeter
- Paz Lenchantin (* 1973), US-amerikanische Musikerin mit armenischen und französischen Wurzeln
- Chenoa (* 1975), argentinisch-spanische Sängerin
- Julio Hernán Rossi (* 1977), italienisch-argentinischer Fußballspieler
- Pablo Ojeda (* 1978), Komponist und Perkussionist
- Luciano Galletti (* 1980), Fußballspieler
- Federico Almerares (* 1985), argentinisch-italienischer Fußballspieler
- Horacio Zeballos (* 1985), Tennisspieler
- Alejandro Lococo (* 1991), Freestyle-Rapper, Streamer und Pokerspieler
- Braian Uribe (* 1991), Fußballspieler
- Florencia Borelli (* 1992), Leichtathletin
- Mariana Borelli (* 1992), Leichtathletin
- Matías Catalán (* 1992), argentinisch-chilenischer Fußballspieler
- Emiliano Martínez (* 1992), argentinischer Fußball-Nationaltorhüter, Weltmeister 2022
- Belén Casetta (* 1994), Leichtathletin
- Emiliano Buendía (* 1996), Fußballspieler
- Marcos Siebert (* 1996), Automobilrennfahrer
- Diego Lacamoire (* 1998), Mittelstreckenläufer
- Francisco Comesaña (* 2000), Tennisspieler
- Matías Soulé (* 2003), Fußballspieler
- Solana Sierra (* 2004), Tennisspielerin

## Galerie

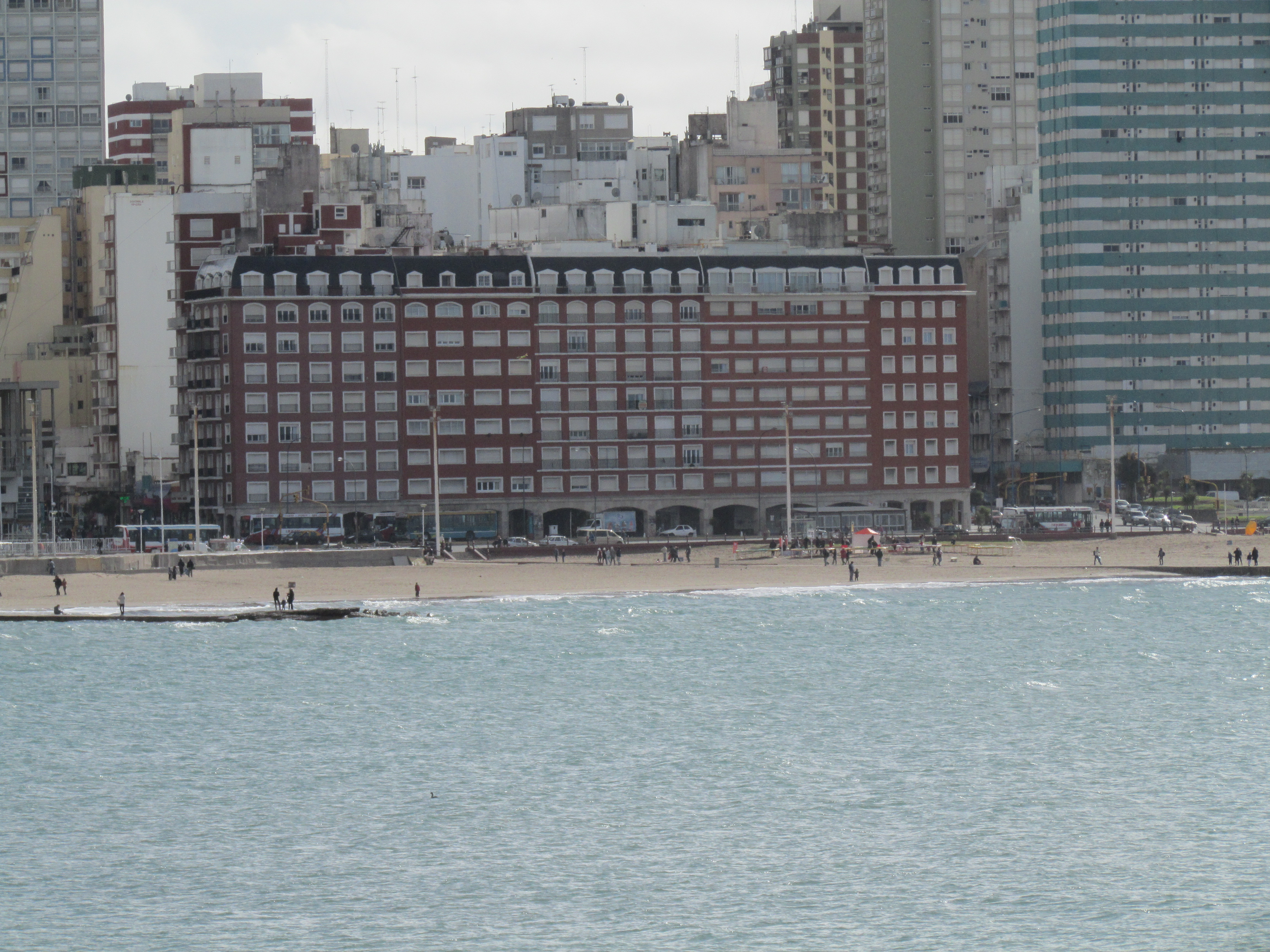
Ansicht von See
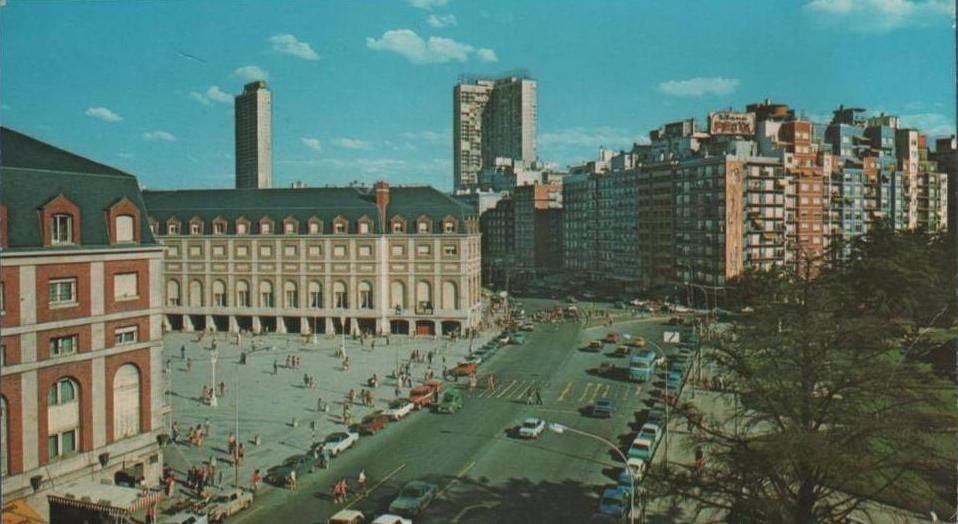
Boulevard Maritimo, Spielbank und Plaza Colon
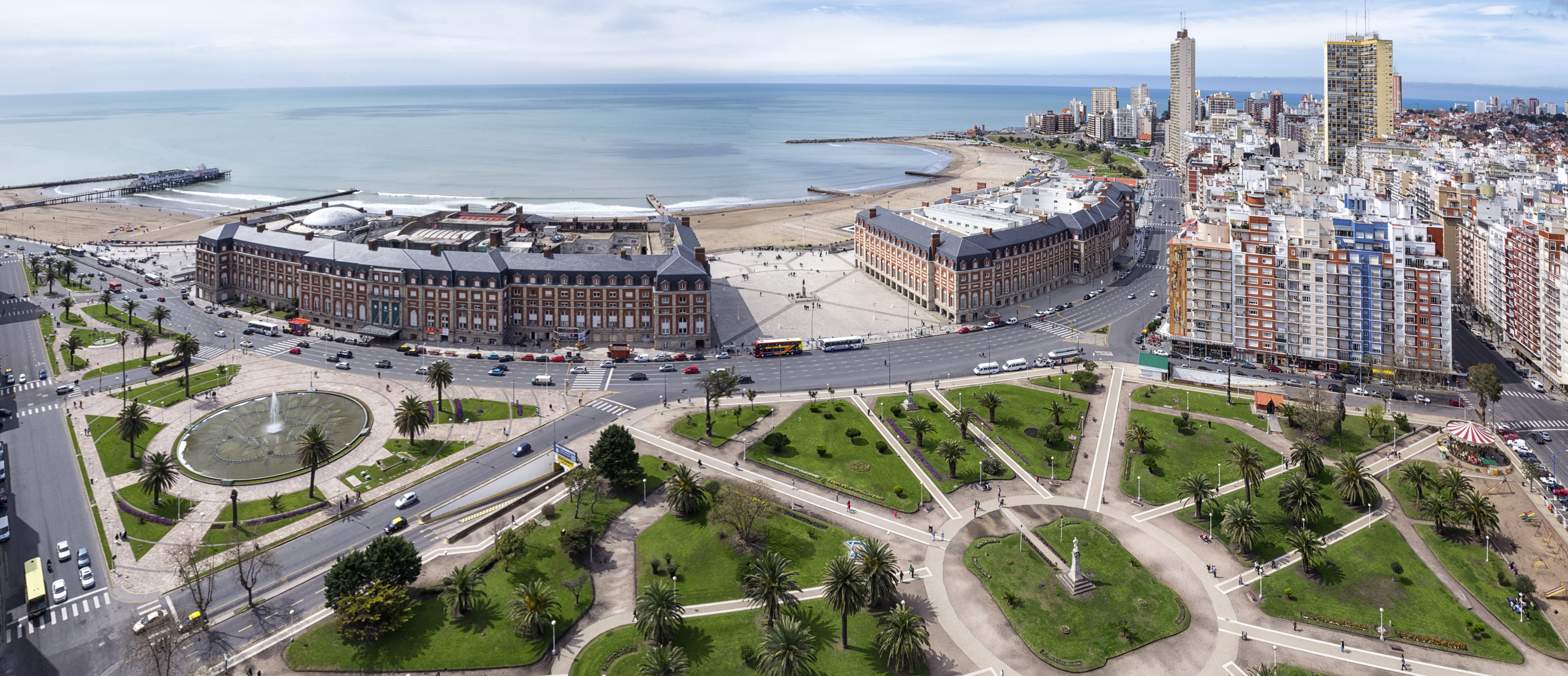
Panoramablick vom Eden Palace (2013)
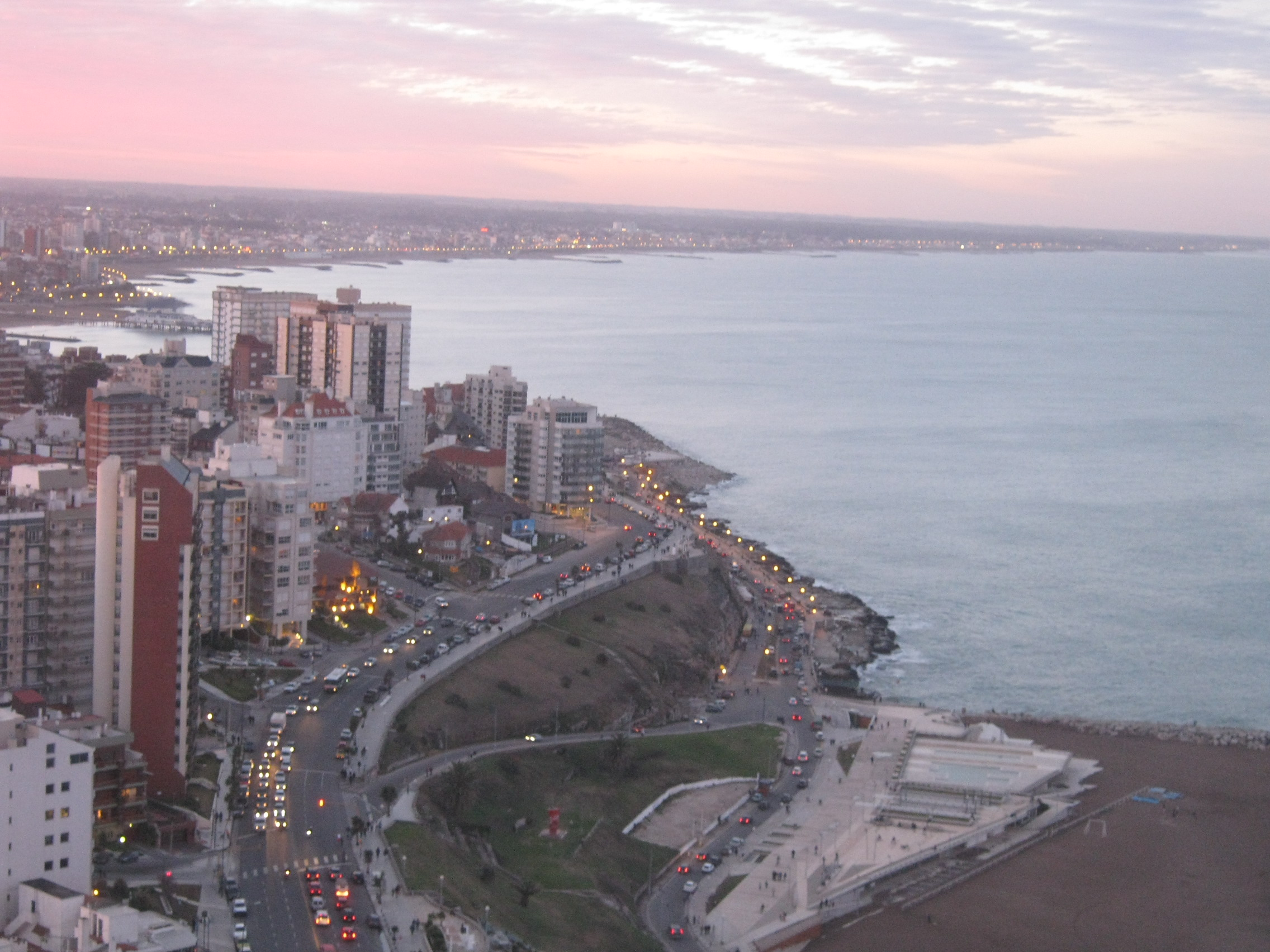
Panoramablick aus den Torres de Manantiales (2009)
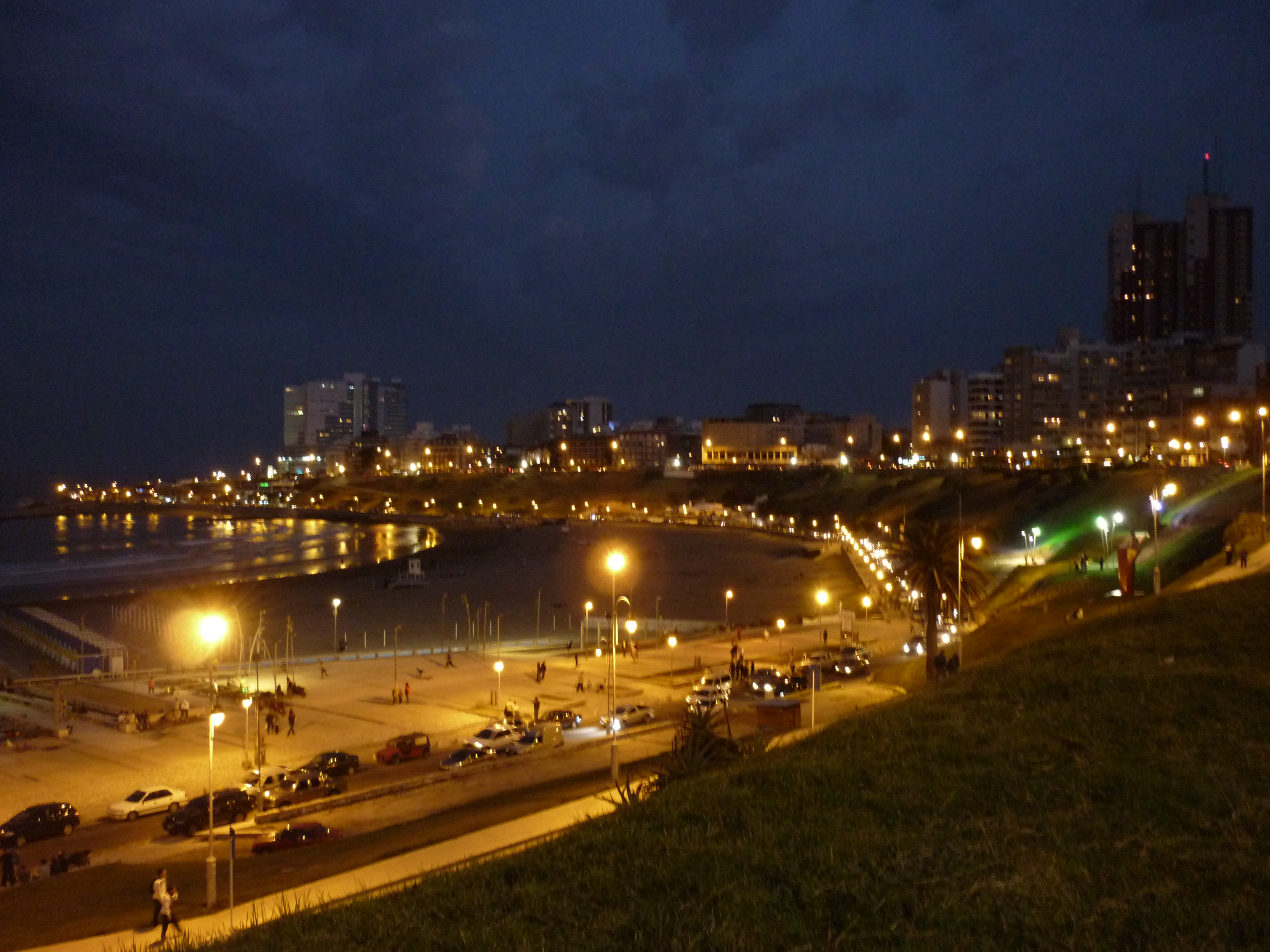
Bucht bei Nacht (2011)
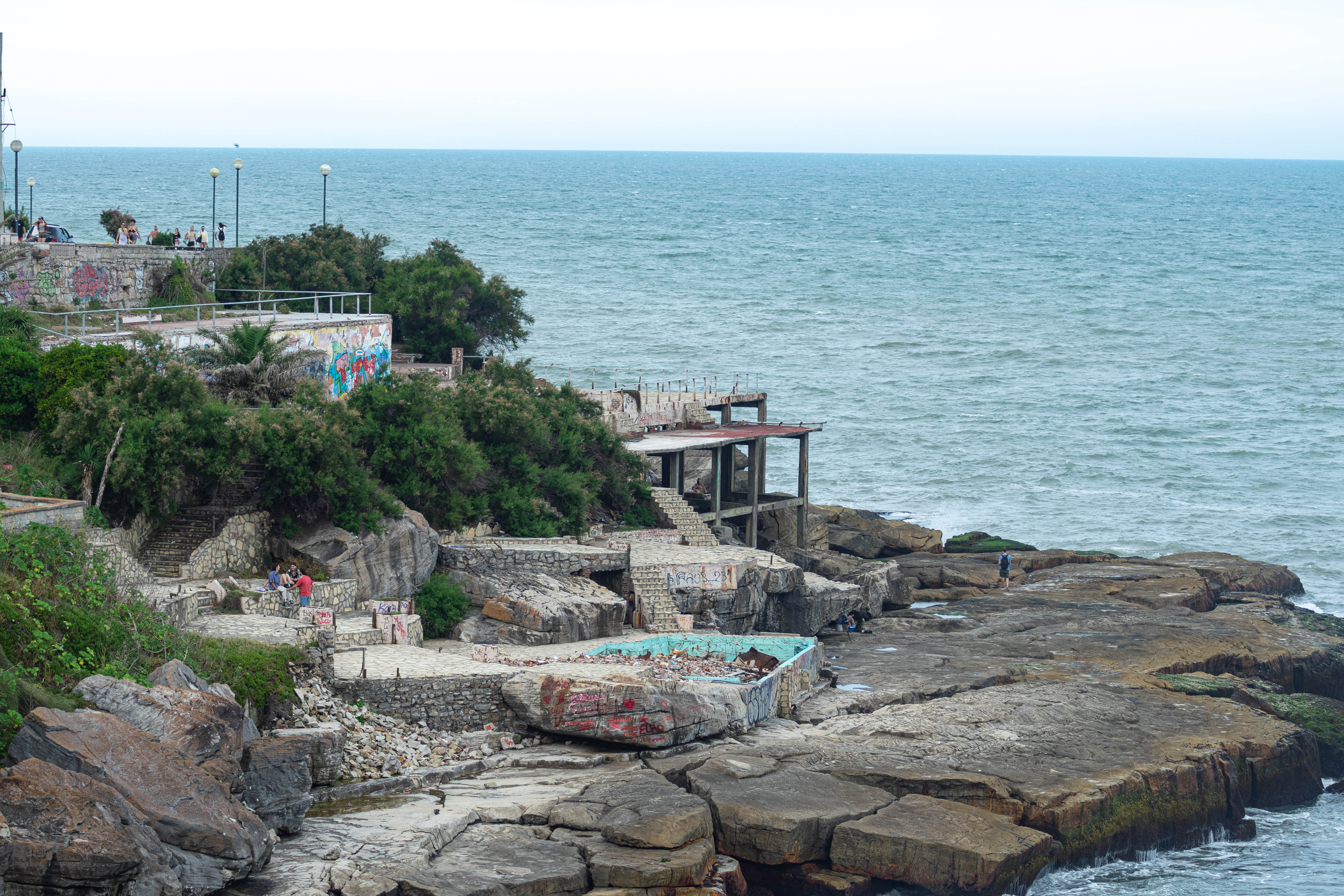
Kap Corrientes
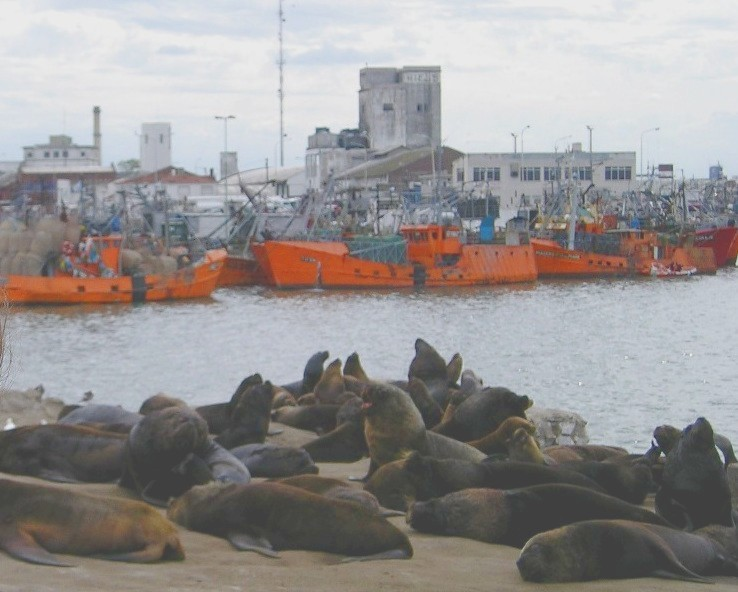
Hafen, mit Seelöwen
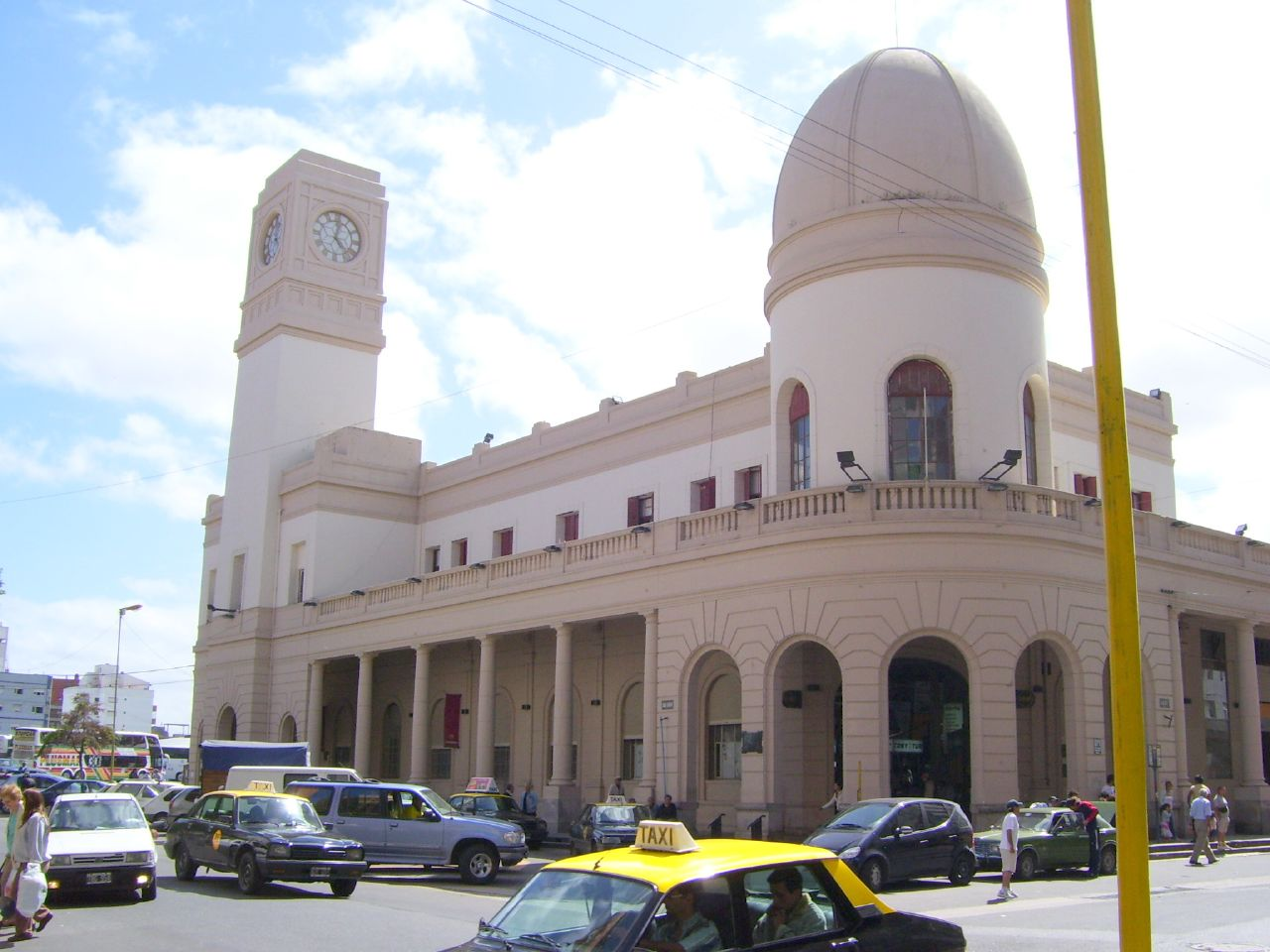
Kulturzentrum
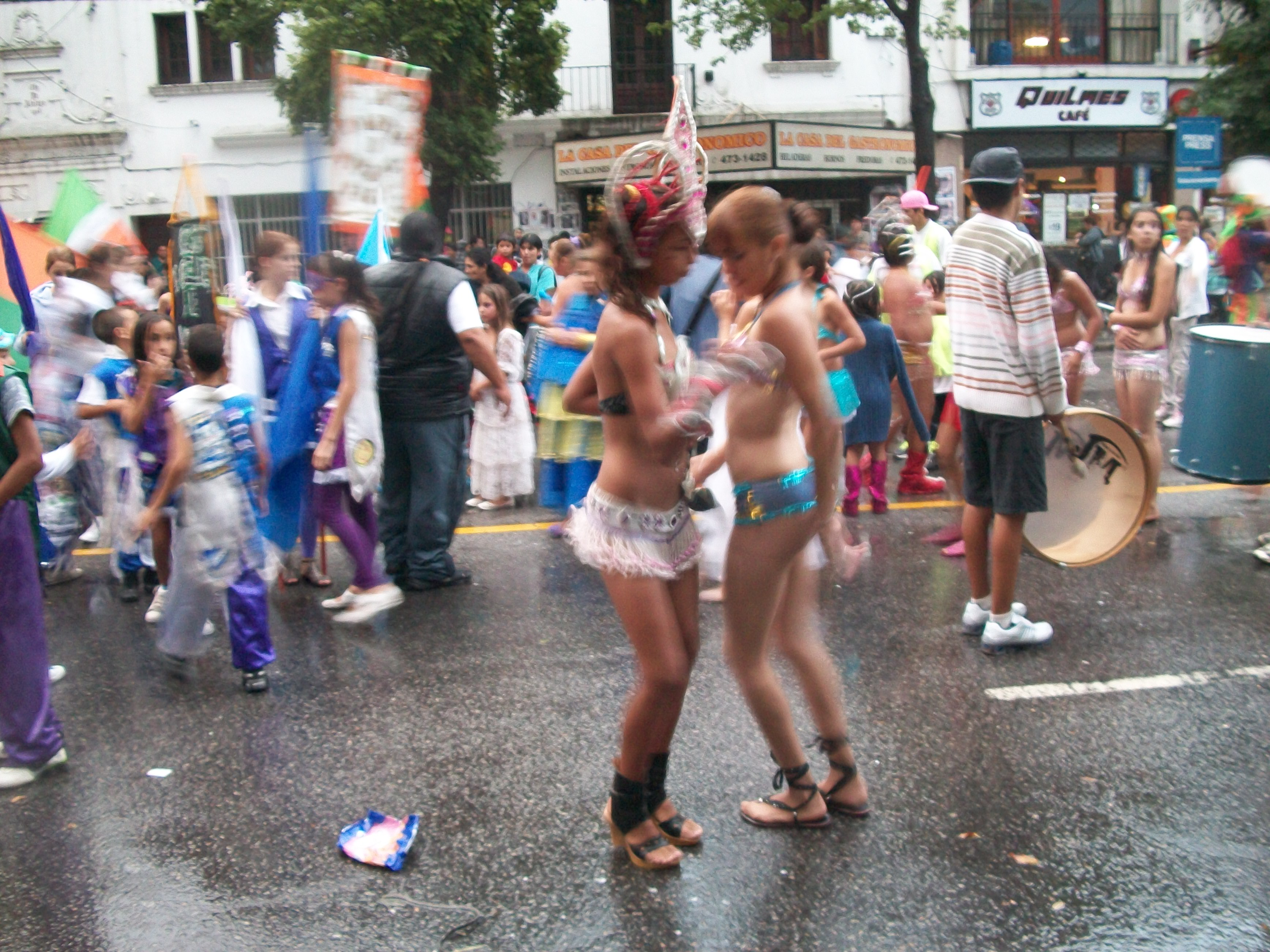
Straßenkarneval (2011)
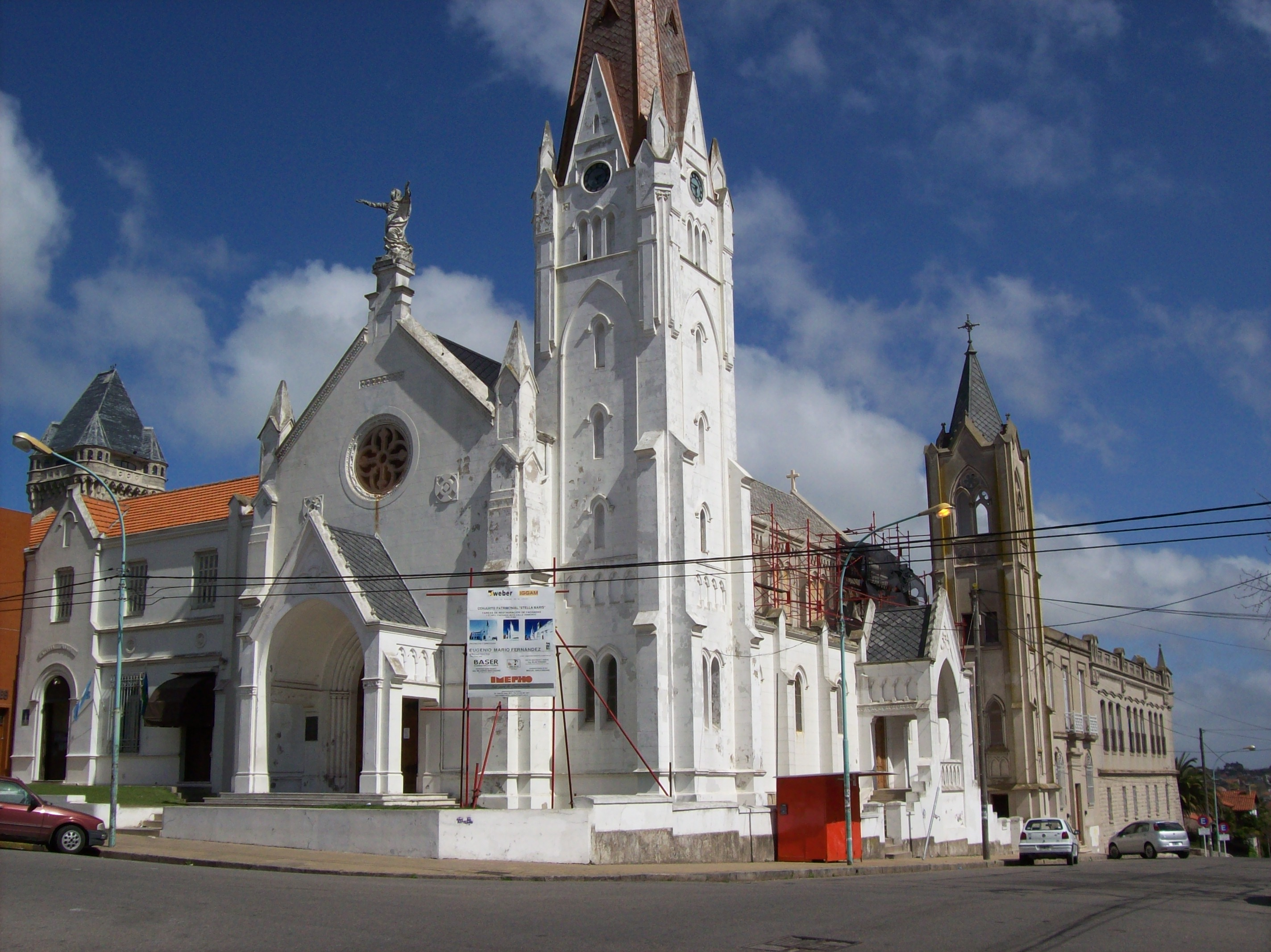
Kirche Stella maris
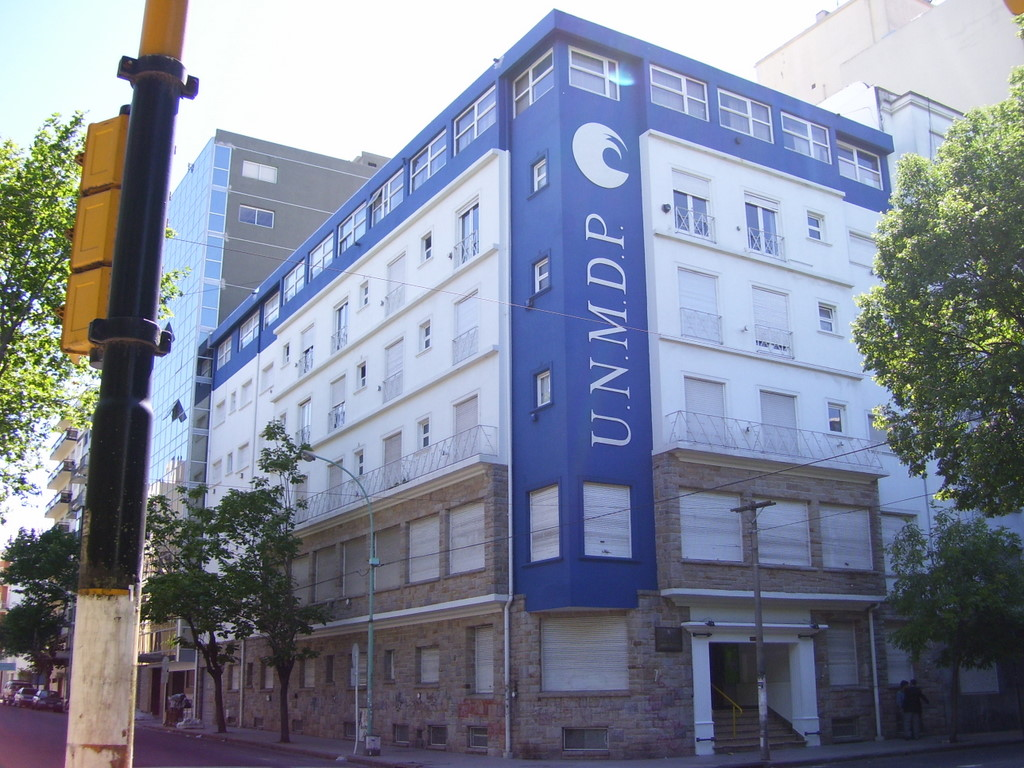
National-Universität
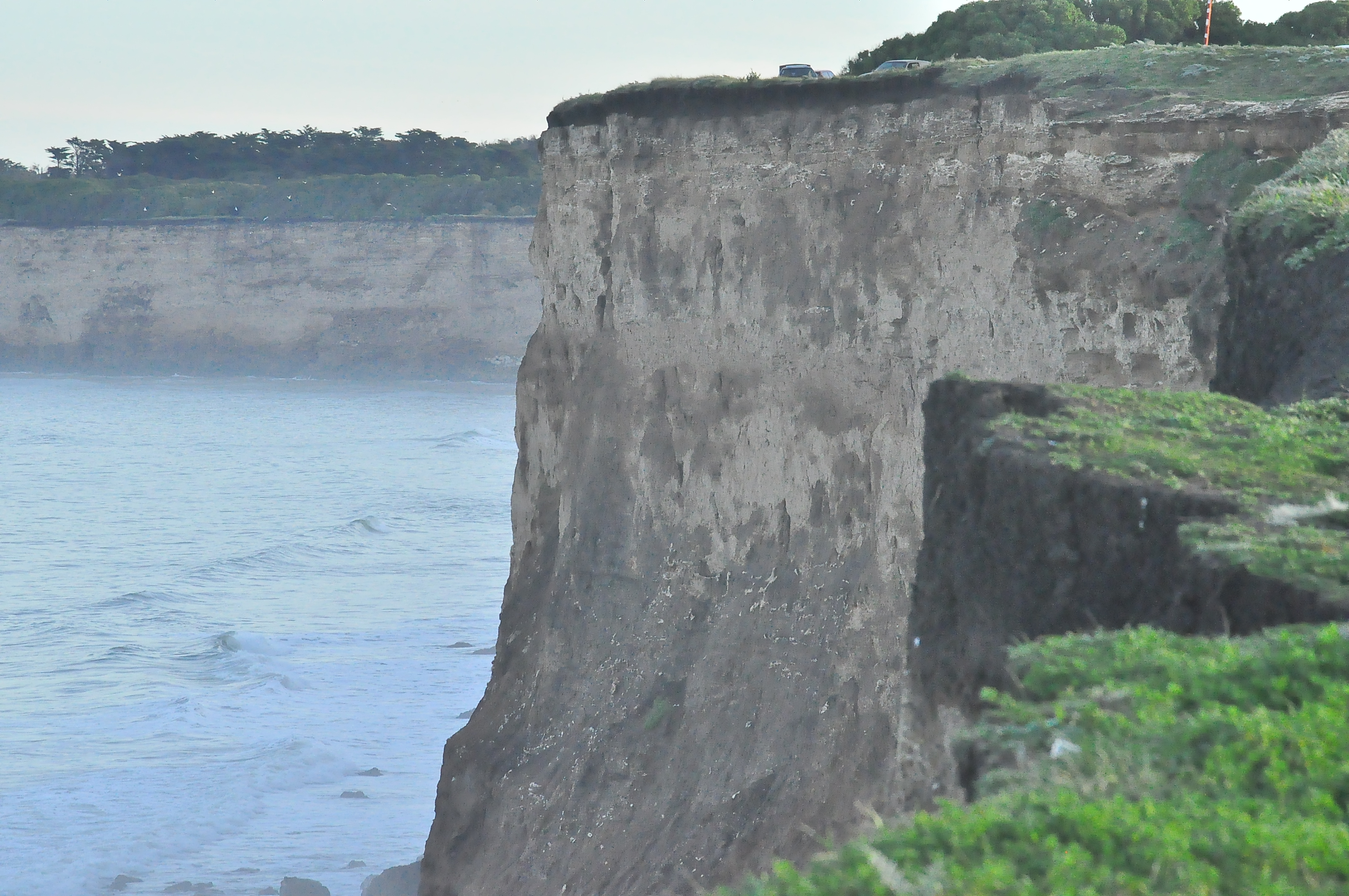
Steilküste
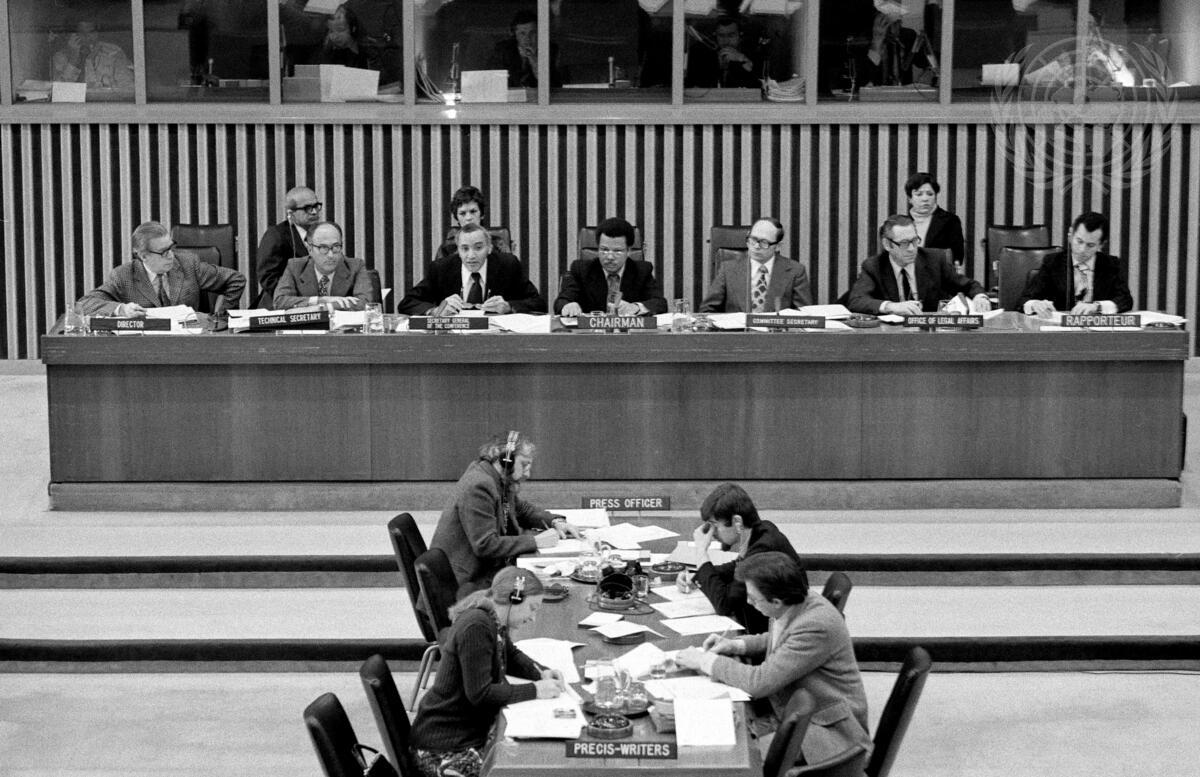
1977: Eröffnung der 1. UN-Wasserkonferenz in Mar del Plata